# Liste von Beruflichen Schulzentren
Die Liste von Beruflichen Schulzentren erfasst Berufliche Schulzentren.
- Berufliches Schulzentrum Erzgebirge WTSE, Annaberg-Buchholz
- Berufliches Schulzentrum Bau und Technik Dresden
- Berufliches Schulzentrum für Technik Dresden
- Berufliches Schulzentrum für Elektrotechnik Dresden
- Berufliches Schulzentrum für Wirtschaft Dresden
- Staatliches Berufliches Schulzentrum Freising
- Berufliches Schulzentrum „Otto Lilienthal“ Freital–Dippoldiswalde
- Berufliches Schulzentrum Kempten
- Berufliches Schulzentrum Kitzingen-Ochsenfurt
- Berufliches Schulzentrum Odenwaldkreis, Michelstadt
- Berufsschulzentrum Riesstraße München
- Berufliches Schulzentrum für Technik und Wirtschaft Pirna
- Berufliches Schulzentrum Radebeul
- Berufliches Schulzentrum Regensburger Land
- Berufliches Schulzentrum Vogtland, Reichenbach
- Berufliches Schulzentrum für Wirtschaft und Datenverarbeitung Würzburg